# Johann Mühlegg
Johan Mühlegg (født 8. november 1970 i Marktoberdorf, Vesttyskland) er en tysk tidligere langrendsløber, der efter uenighed med forbundet i sit hjemland siden 1999 stillede op for Spanien. Efter han fik spansk statsborgerskab vandt Mühlegg to VM-medaljer, guld på 50 kilometer og sølv på jagtstart ved VM i Lahti i 2001. Han er dog bedst kendt for skandalen omkring ham ved OL i Salt Lake City 2002- 

## Dopingskandalen 2002
Mühlegg, der havde deltaget i en række olympiske vinterlege for Tyskland, stillede ved vinter-OL 2002 i Salt Lake City op for Spanien og tog legene med storm, idet han sikrede sig tre guldmedaljer, hvilket gav stor mediebevågenhed både på stedet samt især i tysk og spansk presse. Dagen efter sin sejr i 50 kilometer-løbet blev Mühlegg dog testet positiv for det forbudte stof darbepoetin, hvorved han blev diskvalificeret og frataget guldmedaljen i denne konkurrence, men han fik i første omgang lov til at beholde de to øvrige medaljer. Han blev samtidig sendt hjem fra OL og idømt karantæne. Året efter fratog CAS (Den internationale Sportsdomstol) ham dog også de to øvrige medaljer, han havde vundet ved OL.

## Eksterne links
- Johann Mühleggs opslag i Munzinger Sportsarchiv (tysk)
- Johann Mühleggs profil på Sports-Reference OL-resultater (arkiveret) (engelsk)
- Johann Mühleggs profil på Olympedia (engelsk)
- Johann Mühleggs profil hos FIS (Langrend) (engelsk)